# ویلنر نزر
ویلنر نزر (فرانسوی: Wilner Nazaire‎؛ زادهٔ ۳۰ مارس ۱۹۵۰) بازیکن فوتبال اهل هائیتی بود.
از باشگاه‌هایی که در آن بازی کرده‌است می‌توان به باشگاه فوتبال والنسین اشاره کرد.
وی همچنین در تیم ملی فوتبال هائیتی بازی کرده‌است.